# Carol Pott
Carol Pott és una autora i editora que va viure a Ruanda durant el genocidi de Ruanda. Escriu sobre el genocidi i ha publicat un llibre que porta per títol Genocidi a Ruanda: Una Memòria Col·lectiva.

## Carrera
Actualment, Pott és la directora de comunicacions de l'Àrea d'Informàtica del Laboratori Nacional Lawrence Berkeley. Pott es va unir al Laboratori el gener de 2019.
Pott és la coeditora (juntament amb John Berry) de Genocidi a Ruanda: Una Memòria Col·lectiva. Va viure a Ruanda quan va començar el genocidi i va ser evacuada amb nacionals estrangers a l'abril de 1994. Va tornar l'octubre de 1994 amb l'Oficina d'Emergència de les Nacions Unides a Ruanda i l'Alt Comissariat pels Drets Humans. Extractes del seu diari van ser publicats a The Washington Post.
Genocidi a Ruanda: Una Memòria Col·lectiva va ser el resultat d'una conferència amb el mateix nom organitzada pels editors l'any 1995 i que incloïa el testimoni i presentacions sobre història i cultura de la mà d'experts amb l'objectiu de proporcionar a voluntaris estrangers context per llurs obres. El llibre que en va resultar combinava aquests elements amb rerefons històric i cultural així com amb la traducció a l'anglès dels Deu Manaments Hutu i va ser publicat per la Universitat de Howard l'any 1999. El llibre és inclòs en la majoria de llistes de lectura i bibliografies del genocidi de Ruanda.
És també l'editora i autora en contribució del bestseller Pàgines Blaves: Un Directori d'Empreses Valorades segons la seva Política i Pràctiques i va contribuir en l'edició revisada. Va fundar Editorial Girl l'any 2010 i va reprendre el negoci l'any 2016. És la cantant principal del grup francès ié-ié, Rue'66.